# Ptenopus garrulus

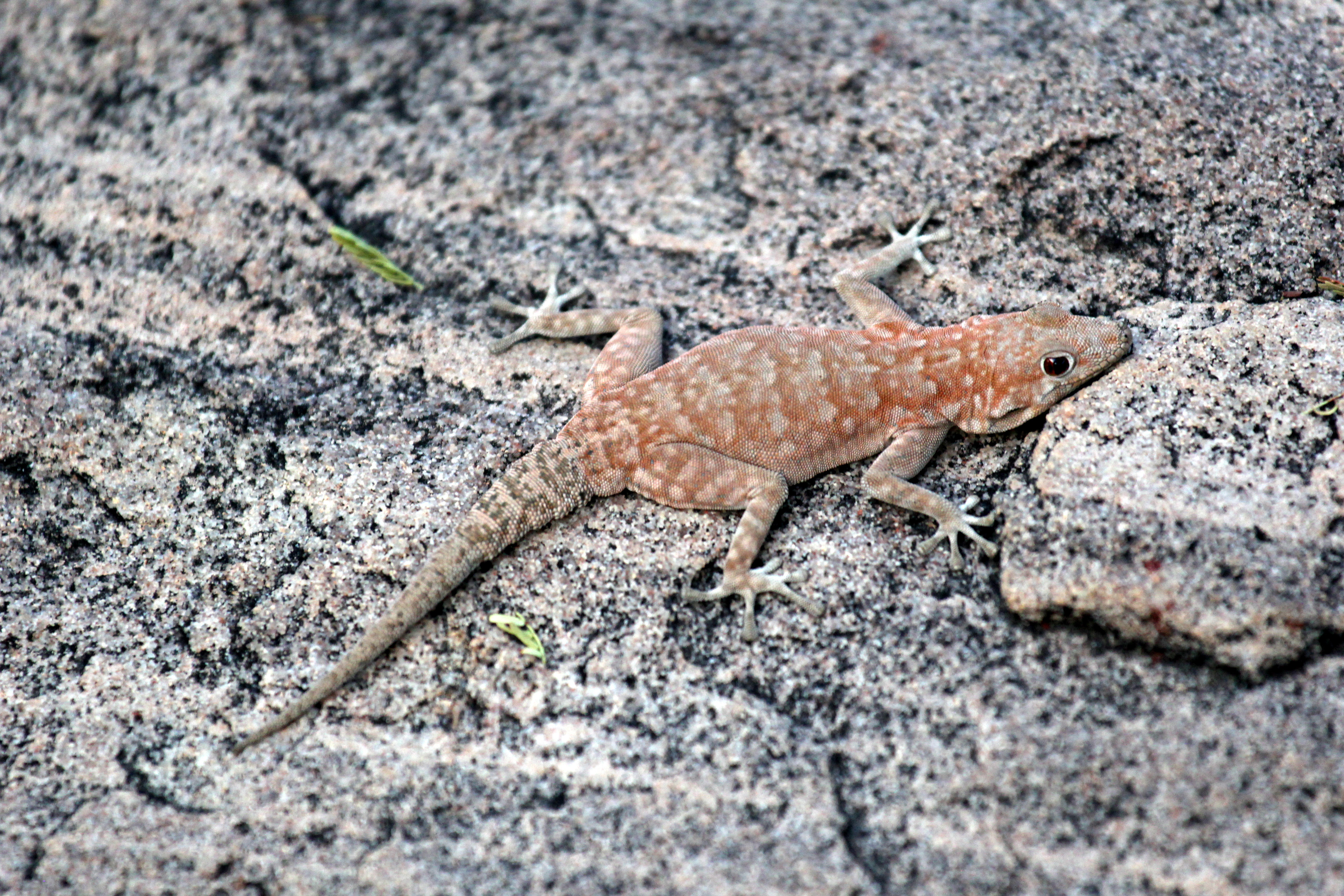
Ptenopus garrulus, Damaraland, Namibia

Ptenopus garrulus är en ödleart som beskrevs av  Smith 1849. Ptenopus garrulus ingår i släktet Ptenopus och familjen geckoödlor.

## Underarter
Arten delas in i följande underarter:
- P. g. maculatus
- P. g. garrulus